# Naomi Hunter
Naomi Hunter è un personaggio immaginario della serie di videogiochi Metal Gear della Konami.
È la dottoressa e scienziata a capo dello staff medico della FOXHOUND e fa parte della squadra di sostegno remoto assemblata per aiutare Solid Snake durante la sua missione sull'isola di Shadow Moses, in Metal Gear Solid, ambientato nel 2005. Ricompare tra i personaggi principali in Metal Gear Solid 4: Guns of the Patriots, ambientato nove anni dopo.

## Storia

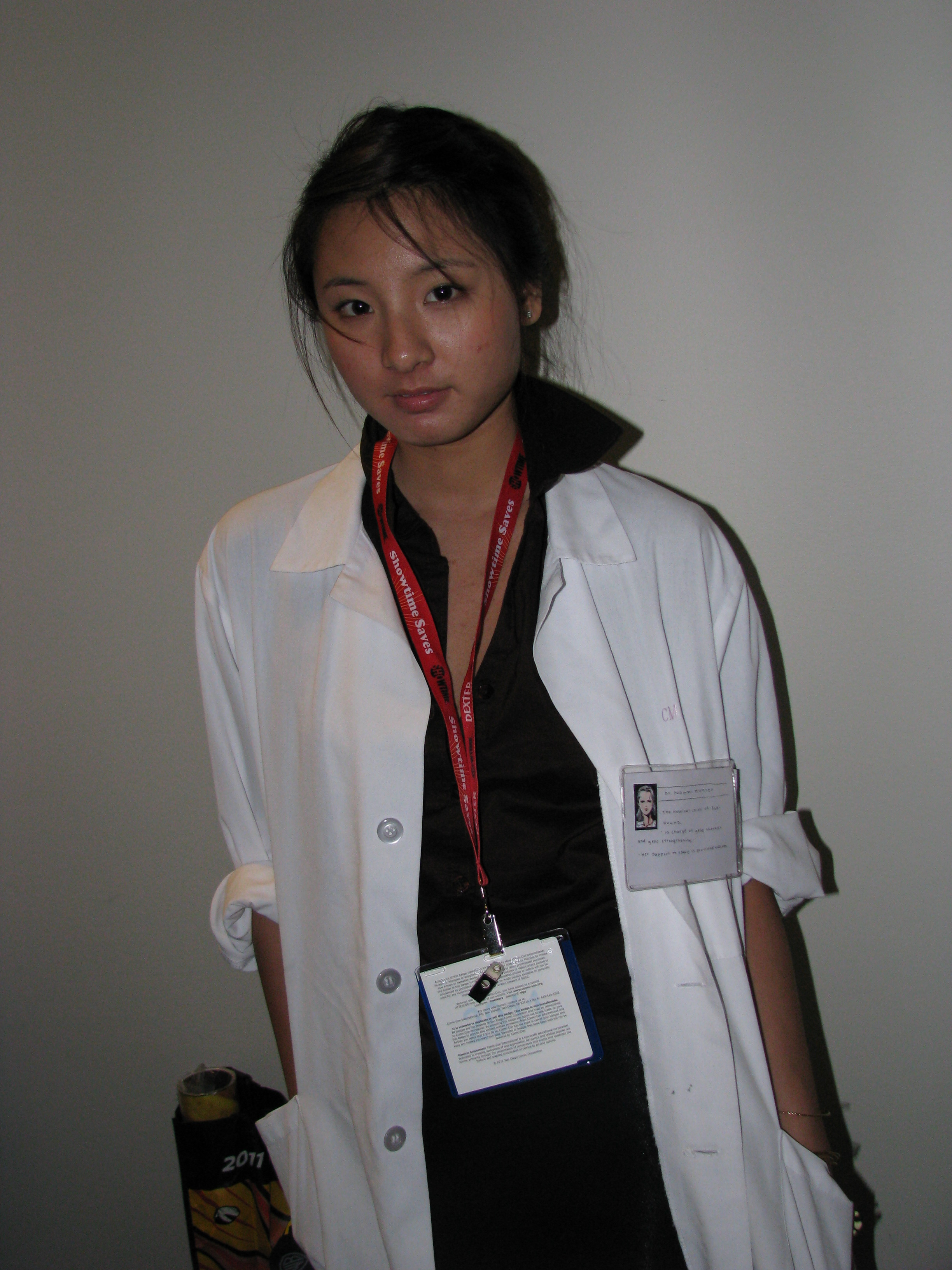
Cosplayer di Naomi Hunter in Metal Gear Solid 4

All'età di otto anni si trovava in Rhodesia (l'attuale Zambia e Zimbabwe), era solo una bambina sporca e mezza morta di fame, fino a quando venne trovata da un ragazzo, ovvero Frank Jaeger, che divise le sue razioni con lei, e decise di prendersene cura, adottandola come se fosse sua sorella.
Successivamente Frank, ovvero il più fedele luogotenente di Big Boss, nonché l'unico membro ad aver ricevuto il nome in codice di Gray Fox, tornò a Zanzibar Land per continuare la guerra. Qui Fox incontrò Snake, amico di vecchia data, ma stavolta essi lavoravano per fazioni diverse, e dovettero battersi l'un l'altro a mani nude in un campo minato.
Snake vinse lo scontro, e mandò Fox a casa, ridotto a un povero mutilato, e quando lo venne a sapere Naomi, giurò vendetta ed entrò nella FOXHOUND, così da avere maggiore possibilità di incontrarlo. Ci vollero due anni perché ciò accadesse, e per tutto questo tempo Snake era per Naomi come una specie di ossessione, pensando solamente tutto quel tempo al giorno della sua vendetta.
Quando lo incontrò per esaminarlo prima della missione a Shadow Moses, Naomi inietta a Snake un particolare virus chiamato FOXDIE, regolandolo con un valore diverso da tutti gli altri personaggi che sono stati contagiati dal medesimo virus, così da risparmiare la vita di Snake durante la sua missione, ma lasciandolo vulnerabile ad una data ulteriore.
Tuttavia si venne a conoscenza che lavorava come spia mandando messaggi in codice in Alaska, quindi fu messa agli arresti e disertata dalla missione.
Infine nello scontro tra Snake e il Metal Gear REX, Fox aiutò Snake nel distruggerlo, ma proprio il cyborg fu messo alle strette dallo stesso Metal Gear, e riuscì a distruggergli il radome, ma finendo ucciso schiacciato da una delle massicce gambe del REX.
Dopo la fuga da Shadow Moses, Snake contatta Naomi e le racconta dell'ultimo messaggio di Frank per lei, cioè che le ha sempre voluto bene, ma preferisce nascondere la confessione finale di Fox riguardo ai suoi genitori.
Naomi inoltre compare nel trailer mostrato all'E3 2006 di Metal Gear Solid 4: Guns of the Patriots. Nel trailer Naomi fa una previsione riguardante la salute di Snake, informandolo che gli restano sei mesi da vivere.
Il suo nome non è realmente il suo, perché essendo diventata orfana fin dalla tenera età, non sa il suo nome, quanti anni ha, il suo paese natale, chi fossero i suoi genitori, non sa niente delle sue origini, per questo decise di fare la scienziata, così analizzando i suoi geni, sperava di riuscire a capire il suo vero nome, la sua nazionalità, i suoi genitori, ecc. Quindi in qualche modo, è entrata in possesso dei documenti della vera Naomi Hunter, smarrita da qualche parte in Medio Oriente.